# Tú no eres especial
Tú no eres especial es una serie de televisión española de comedia y fantasía creada por Estíbaliz Burgaleta para Netflix. Está protagonizada por Dèlia Brufau y producida por Oria Films. Se estrenó en la plataforma el 2 de septiembre de 2022.

## Trama
Amaia (Dèlia Brufau) es una joven que tiene que mudarse de Barcelona al pueblo de su madre, Salabarria. Su vida da un giro importante cuando descubre que es posible que haya heredado los poderes de su abuela, conocida por ser la única bruja de la historia en el pueblo.

## Reparto
- Dèlia Brufau como Amaia
- Óskar de la Fuente como Javi
- Ainara Pérez como Lucía
- Jaime Wang como Zhao
- Elia Galera como Laura
- Jordi Aguilar como Íñigo
- Miriam Cabeza como Itziar
- Gabriel Guevara como Asier
- Míriam Rubio como Zuriñe "Zuri"
- Víctor Pérez como Fran Chivite
- María Mercado como Irene
- Hilary Yanela como Ona
- Unai Arana como Jokin
- Daniel Vitallé como Mateo

## Capítulos
| N.º | Título                                  | Dirigido por    | Escrito por         | Fecha de lanzamiento original |
| --- | --------------------------------------- | --------------- | ------------------- | ----------------------------- |
| 1   | «Una mierda de pueblo»                  | Inma Torrente   | Estibáliz Burgaleta | 2 de septiembre de 2022       |
| 2   | «Tú qué te crees, ¿que tienes poderes?» | Inma Torrente   | Estibález Burgaleta | 2 de septiembre de 2022       |
| 3   | «La voz cabrona»                        | Inma Torrente   | Alberto Grondona    | 2 de septiembre de 2022       |
| 4   | «Todos hacemos gilipolleces»            | Laura M. Campos | Sergio Granda       | 2 de septiembre de 2022       |
| 5   | «Farsante»                              | Laura M. Campos | Alberto Grondona    | 2 de septiembre de 2022       |
| 6   | «La fiesta no nos la va a joder nadie»  | Laura M. Campos | Sergio Granda       | 2 de septiembre de 2022       |

## Producción
El 21 de diciembre de 2020, Netflix anunció que estaba preparando una nueva serie española de comedia adolescente, titulada Tú no eres especial. La serie fue creada por Estíbaliz Burgaleta, quien es conocida por su trabajo como coordinadora de guion en Skam España, y fue producida por Oria Films. El rodaje de la serie comenzó en julio de 2021 íntegramente en Navarra, particularmente en los pueblos de Lecumberri y Leiza, así como sus alrededores.

## Lanzamiento y marketing
El 26 de julio de 2022, Netflix anunció que Tú no eres especial se estrenaría en la plataforma el 2 de septiembre de 2022.